# Ennert (Berg)
Der Ennert ist die 152,0 m hohe nordwestlichste  Erhebung des gleichnamigen Höhenzuges Ennert, der das Siebengebirge (Naturraum 292.4) nach Norden abdacht, jedoch zum Pleiser Hügelland (292.5) gerechnet wird. Er erhebt sich unmittelbar östlich des Bonner Ortsteils Küdinghoven im Stadtbezirk Beuel.
Der Ennert stellt zugleich die nordwestlichste rechtsrheinische Erhebung der naturräumlichen Haupteinheit 292 Unteres Mittelrheingebiet dar, die hier an die Kölner Bucht stößt, und bildet als nördliche rechte Eckbastion des Godesberger Rheintaltrichters das landschaftliche Gegenstück zum diesen linksrheinisch begrenzenden Venusberg am Nordostende der Kottenforstterrasse.
Nachbargipfel sind die Holtorfer Hardt (150,8 m) im Osten und der Röckesberg (165 m) im Südosten. An der dem Rhein zugewandten Seite des Gipfelplateaus des Ennert liegt ein Aussichtspunkt mit dem Foveaux-Häuschen.